# Campionats del món de ciclocròs de 1981
Els Campionats del món de ciclocròs de 1981 foren la 32a edició dels mundials de la modalitat de ciclocròs i es disputaren el 21 i 22 de febrer de 1981 a Tolosa, Guipúscoa, País Basc. Foren tres les proves disputades.

## Resultats
| Prova         | Or                 | Plata                | Bronze          |
| Cursa elit    | Hennie Stamsnijder | Roland Liboton       | Albert Zweifel  |
| Cursa amateur | Miloš Fišera       | Grzegorz Jaroszewski | Paul De Brauwer |
| Cursa júnior  | Rigobert Matt      | Miloslav Kvasnička   | Konrad Morf     |

## Classificacions

### Classificació de la prova elit
| Pos. | Ciclista            | País          | Temps           |
| ---- | ------------------- | ------------- | --------------- |
|      | Hennie Stamsnijder  | Països Baixos | 1 h 01 min 53 s |
|      | Roland Liboton      | Bèlgica       | + 0:32          |
|      | Albert Zweifel      | Suïssa        | + 0:32          |
| 4    | Peter Frischknecht  | Suïssa        | + 0:34          |
| 5    | Klaus-Peter Thaler  | RFA           | + 1:48          |
| 6    | Robert Vermeire     | Bèlgica       | + 2:23          |
| 7    | Erwin Lienhard      | Suïssa        | + 2:38          |
| 8    | Gilles Blaser       | Suïssa        | + 3:11          |
| 9    | Cees van der Wereld | Països Baixos | + 3:28          |
| 10   | Dieter Uebing       | RFA           | + 4:40          |

### Classificació de la prova amateur
| Pos. | Cycliste             | Pays           | Temps       |
| ---- | -------------------- | -------------- | ----------- |
|      | Miloš Fišera         | Txecoslovàquia | 53 min 34 s |
|      | Grzegorz Jaroszewski | Polònia        | + 0:00      |
|      | Paul De Brauwer      | Bèlgica        | + 0:00      |
| 4    | Reimund Dietzen      | RFA            | + 0:20      |
| 5    | Vito Di Tano         | Itàlia         | + 0:26      |
| 6    | Andrzej Mąkowski     | Polònia        | + 0:51      |
| 7    | Ueli Müller          | Suïssa         | + 1:00      |
| 8    | Sepp Küriger         | Bèlgica        | + 1:00      |
| 9    | Franco Vagneur       | Itàlia         | + 1:11      |
| 10   | Jean-Yves Plaisance  | França         | + 1:11      |

### Classificació de la prova júnior
| Pos. | Cycliste           | Pays           | Temps       |
| ---- | ------------------ | -------------- | ----------- |
|      | Rigobert Matt      | RDA            | 41 min 20 s |
|      | Miloslav Kvasnička | Txecoslovàquia | + 0:30      |
|      | Konrad Morf        | Suïssa         | + 0:54      |
| 4    | Jan Szajwaj        | Polònia        | + 1:29      |
| 5    | Hansruedi Büchi    | Suïssa         | + 1:34      |
| 6    | Jaromír Fišer      | Txecoslovàquia | + 1:56      |
| 7    | Andreas Büsser     | Suïssa         | + 2:00      |
| 8    | Hans-Peter Kürzi   | Suïssa         | + 2:12      |
| 9    | Angelo Tosi        | Itàlia         | + 2:16      |
| 10   | Erwin Nijboer      | Països Baixos  | + 2:22      |

## Medaller
| Pos. | País           | Or | Plata | Bronze | Total |
| 1    | Txecoslovàquia | 1  | 1     | 0      | 2     |
| 2    | RDA            | 1  | 0     | 0      | 1     |
| 2    | Països Baixos  | 1  | 0     | 0      | 1     |
| 4    | Bèlgica        | 0  | 1     | 1      | 2     |
| 5    | Polònia        | 0  | 1     | 0      | 1     |
| 6    | Suïssa         | 0  | 0     | 2      | 2     |